# Stanisław Frejlak
Stanisław Frejlak (22 giugno 1996) è un goista polacco 1 dan professionista europeo.
Ha iniziato a competere a livello dilettantesco nel 2002, è stato campione polacco nel 2012, 2017, 2019, 2020 e 2021. Nel 2014 è stato il rappresentante polacco al World Amateur Go Championship, in cui ha raggiunto il quarto posto, mentre l'anno successivo è arrivato quarto al Campionato europeo di go. Nel 2016 ha partecipato a un programma semestrale di studio per dilettanti europei in Cina. Nel 2021 è arrivato quinto alla quarantunesima edizione del World Amateur Go Championship, ed è diventato professionista europeo. Nel 2022 ha vinto l'European Grand Prix.
Nell'aprile 2024 ha partecipato alla seconda edizione della Quzhou-Lanke Cup World Go Open, in cui è stato eliminato al primo turno dal sudcoreano Choi Myeong-hoon. Ad aprile 2025 ha partecipato alla prima edizione della Coppa Beihai Xinyi, in Cina, in cui è stato eliminato al primo turno dal cinese Tu Xiaoyu. Sempre nel 2025 Frejlak ha fatto parte della squadra europea invitata a partecipare alla Serie C cinese (una competizione a squadre per professionisti e dilettanti), insieme a Andrii Kravets 2p, Tanguy Le Calvé 1p e Lukas Podpera; la squadra ha collezionato una vittoria e sei sconfitte.